# Omiodes antidoxa
Omiodes antidoxa là một loài bướm đêm thuộc họ Crambidae. Nó là loài đặc hữu của Kauai và Oahu.
Ấu trùng ăn Carex oahuensis và Rhynchospora thyrsoidea. Ấu trùng lớn đầy đủ có màu xanh lá cây sáng.Nhộng dài khoảng 12 mm có màu nâu. Quá trình hóa nhộng mất 2-4 ngày. Quá trình ấu trùng 20-22 ngày.